# Entrala
Entrala es un municipio de la provincia de Zamora, en la comunidad autónoma de Castilla y León, España.

## Localización
Está ubicado sobre un ribazo que domina el valle del Duero, en un terreno dominado por arcillas y cantos que han permitido el cultivo de los tradicionales viñedos de esta Tierra del Vino.
Forma parte de la comarca de la Tierra del Vino, limitando su término municipal al norte con Zamora, al sur con El Perdigón, al este con Morales del Vino y al oeste con Tardobispo. 

## Topónimo
El nombre del pueblo proviene posiblemente de ser la entrada a Zamora, el último pueblo por el que se pasa en la Vía de la Plata antes de llegar a la capital.

## Historia
Durante la Edad Media la localidad quedó integrada en el Reino de León, siendo repoblada por sus monarcas.
Posteriormente, en la Edad Moderna, Entrala formó parte del Partido del Vino de la provincia de Zamora, tal y como reflejaba en 1773 Tomás López en Mapa de la Provincia de Zamora. 
Así, al reestructurarse las provincias y crearse las actuales en 1833, la localidad se mantuvo en la provincia zamorana, dentro de la Región Leonesa, integrándose en 1834 en el Partido Judicial de Zamora.

## Geografía humana

### Demografía
Cuenta con una población de 127 habitantes (INE 2024).
| Gráfica de evolución demográfica de Entrala entre 1842 y 2021                                                         |
| |
| Población de derecho según los censos de población del INE. Población de hecho según los censos de población del INE. |

### Transportes
Atraviesa el municipio la carretera provincial ZA-305, popularmente conocida como la calzada de Peñausende y que permite comunicar con dos importantes núcleos, El Perdigón al sur y Morales del Vino al norte. Esta carretera permite enlazar además con la carretera nacional N-630 que une Gijón con Sevilla así como a la autovía Ruta de la Plata, de igual recorrido que la anterior y que constituye el principal eje de transportes del oeste del país.  
En cuanto al transporte público se refiere, tras el cierre del Ferrocarril Ruta de la Plata, que pasaba por los vecinos municipios de Perdigón y Morales y tenía parada compartida en los mismos, no existen servicios de tren en el municipio ni en los vecinos, ni tampoco línea regular con servicio de autobús, siendo las estaciones más cercanas las de Zamora capital. Por otro lado el aeropuerto de Salamanca es el más cercano, estando a unos 78 km de distancia.

## Patrimonio
Junto a la carretera de San Marcial, en la plaza, se encuentra la iglesia, que puede considerarse como la edificación más notable del pueblo.
La Iglesia Parroquial de Nuestra Señora de la Asunción sorprende por "coqueta" en el sentido de que es de construcción reciente, aunque suple esa falta de historia con materiales y diseño muy acorde al entorno. El Retablo mayor es del XVIII, y lo conforma un Cristo flanqueado de las imágenes de San Joaquín y Santa Ana. En el altar lateral derecho encontramos a San Antonio de Padua y San Antonio Abad del XVIII, y en el lateral izquierdo a Santa Águeda y Santa Bárbara.
Junto a la iglesia, se encuentra una cruz de granito de bella factura del siglo XVI aproximadamente.
La Arquitectura rural se mantiene en algunos puntos concretos del pueblo donde bonitas casas antiguas conviven con chalets de nueva construcción, e incluso con edificios de original decoración externa. Asimismo, como en todos los pueblos de la zona, su característica común son las numerosas bodegas, algunas públicas.

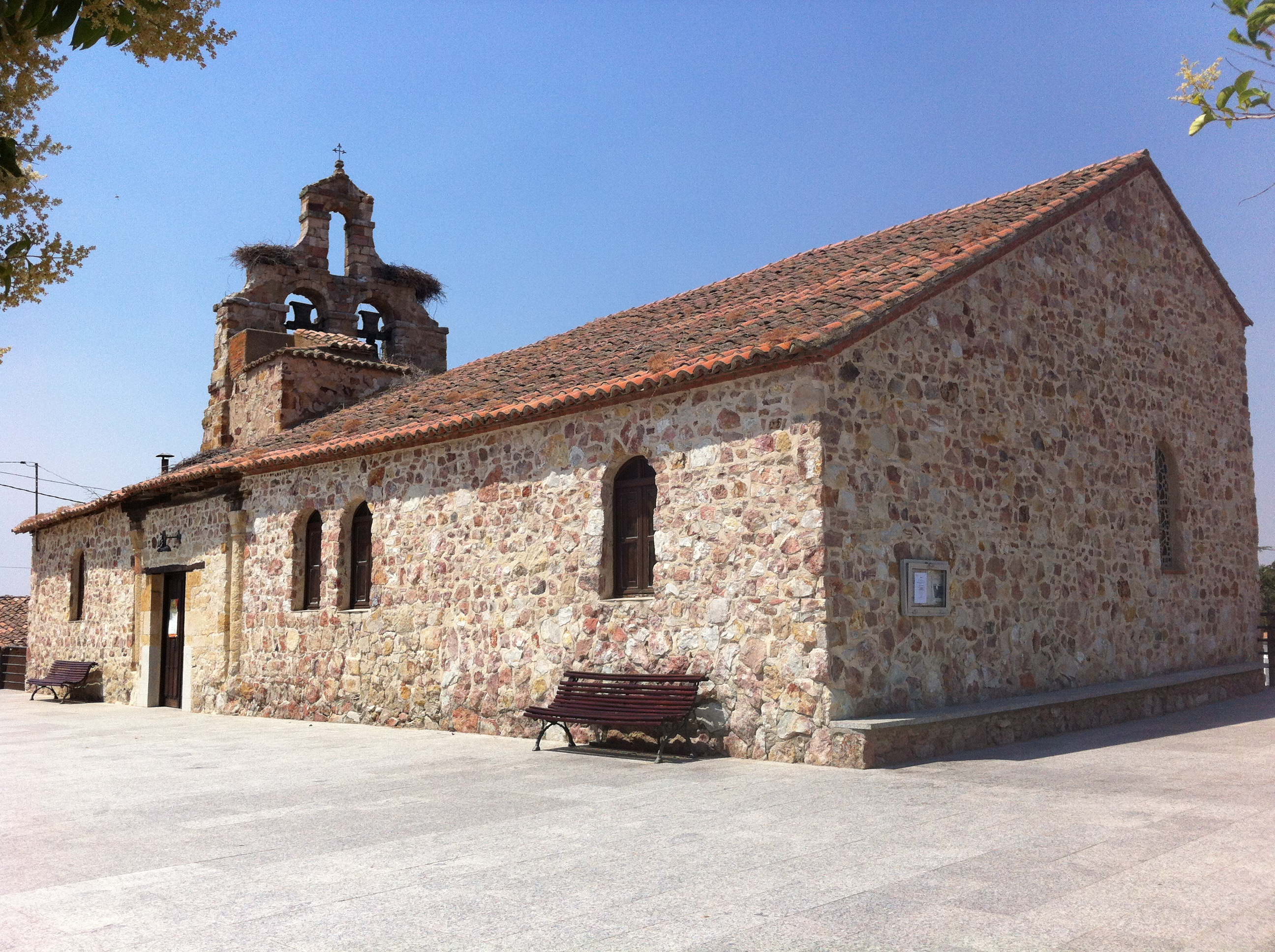
Iglesia de Entrala.
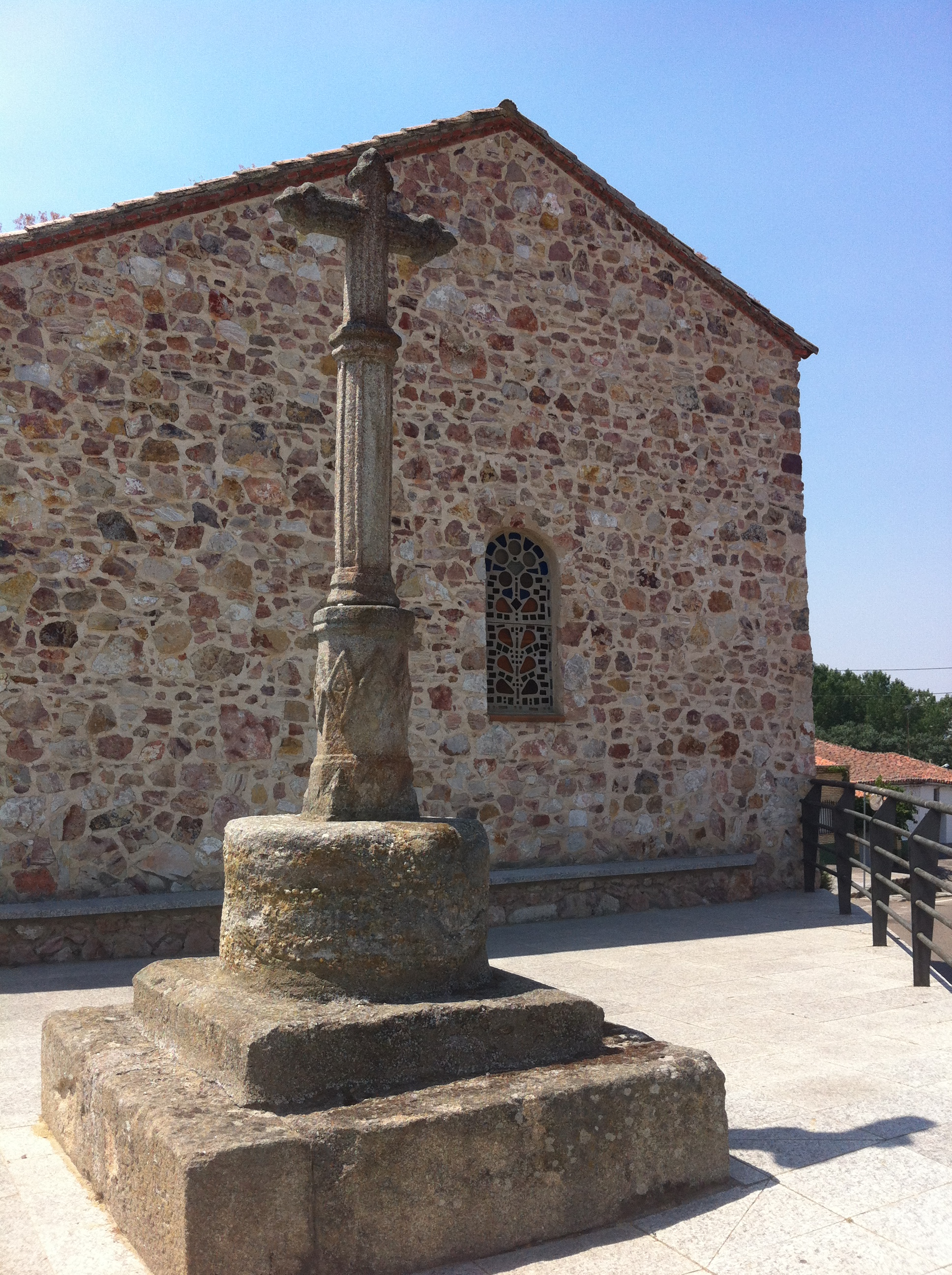
Crucero de Entrala.

## Gastronomía
Como elemento estrella de la gastronomía local hay que señalar el tradicional cocido, al que se suman platos específicos como el bacalao con patatas y los guisos derivados de los productos de matanza.

## Fiestas
Las fiestas patronales se celebran a mediados de agosto, en torno a la Festividad de La Asunción de La Virgen, con un programa variado que incluye actividades deportivas, conciertos y espectáculos musicales, ritos religiosos y encuentros gastronómicos populares.
Asimismo, el domingo de Pascua es otra fecha relevante para los munícipes, que celebran una procesión y un baile-orquesta en sesión diurna.